# エレナ・ウラジーミロヴナ
エレナ・ウラジーミロヴナ（ロシア語: Елена Владимировна, ラテン文字転写: Elena Vladimirovna, ギリシア語: Ελένη Βλαδιμήροβα της Ρωσίας, 1882年1月17日 - 1957年3月13日）は、ロシア大公女。ギリシャ王子ニコラオスの妻。

## 生涯
ロシア皇帝アレクサンドル2世の三男ウラジーミル・アレクサンドロヴィチと、その妃マリア・パヴロヴナの末子としてサンクトペテルブルクで生まれた。エレナにはキリル、ボリス、アンドレイの3人の兄がいた。兄弟たちにはイギリス人の乳母がつき、彼らが最初に覚えた言語は英語だった。幼いエレナは感情の起伏が激しく、時々度を超すほどだった。4歳の頃、画家の前でポーズをとっていたとき、エレナはペーパーナイフを握って画家の後ろに隠れた乳母を脅したという。エレナは、自身の社会的地位を強く意識し、お高くとまっていると周りから思われていた母マリアによって育てられた。マリア・パヴロヴナと仲の悪かったマリア・フョードロヴナ皇后は、『本当にエレナは可愛らしいわ。でも、うぬぼれが強くて尊大ね。』と知人への手紙に書いている。
エレナは最初、バーデン大公家の公子マクシミリアンと婚約していたが、彼の方から解消してきた。マリア・パヴロヴナは烈火の如く怒り、社交界ではエレナの難しい性格をマクシミリアンが知ったからだと噂した。エレナの又従兄のギリシャ王子ニコラオス（ギリシャ王ゲオルギオス1世の三男。祖父アレクサンドル2世の弟コンスタンチン大公の孫）が初めてエレナに結婚を申し込んできたのは、1900年だった。しかし、マリア・パヴロヴナは王位につく見込みのないギリシャ王の三男である彼に娘を嫁がせようとはしなかった。結局、エレナに結婚を申し込む者が他にいないことがわかりかけてきて、1902年になってマリア・パヴロヴナはニコラオスとエレナの結婚を認めた。ニコラオスの叔母にあたる皇太后マリア・フョードロヴナ（ゲオルギオス1世の妹）は、『あの娘の傲慢な態度がギリシャ王家にショックを与えるかも知れない。』とトラブルを予想したが、実際エレナの態度が宮廷で人々をいらだたせたものの、ニコラオスとの結婚生活は幸福であった。
2人の間には3女が生まれた。

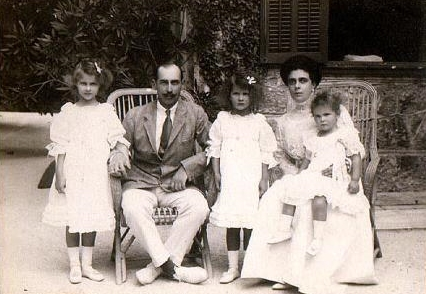
ニコラオスとエレナ夫妻。3人の娘たち、オルガ、エリサヴェト、マリナ。1908年頃

- オルガ（1903年 - 1997年） - 1923年にユーゴスラビア王子パヴレ・カラジョルジェヴィチ（アレクサンダル1世の従弟。のち摂政）と結婚し、3子をもうけた。
- エリサヴェト（1904年 - 1955年） - 1934年にドイツ・バイエルン州の大地主・実業家カール・テオドール・ツー・テーリンク＝イェッテンバッハ伯爵と結婚し、2子をもうけた。
- マリナ（1906年 - 1968年） - 1934年にイギリス王族であるケント公ジョージと結婚し、3子をもうけた。現ケント公エドワードは長男。

一家はその後、1917年のロシア革命、不安定なギリシャの政情の煽りを受け、一時フランスでの生活を余儀なくされた。
フランス滞在中、エレナはロシア難民のための慈善活動に没頭した。特に児童福祉である。ギリシャからの亡命、ロシア皇族としての収入の停止などで所持金はわずかで、一家はつましく暮らさざるをえなかったが、優雅に振る舞っていたという。エレナの目を見張るような宝石コレクション、ニコラオス自身が制作した芸術作品を切り売りして彼らは生計を立てていた。彼らの財政状況をさらに悪化させたのは、3人の娘たちを王族・貴族と結婚させたことにも原因があった。
1938年、ニコラオスが心臓発作で急死した後、エレナはギリシャへ帰国。第二次世界大戦中もとどまり、1957年にアテネで死去した。